# 中華民國憲兵扣押戒嚴時期文獻案

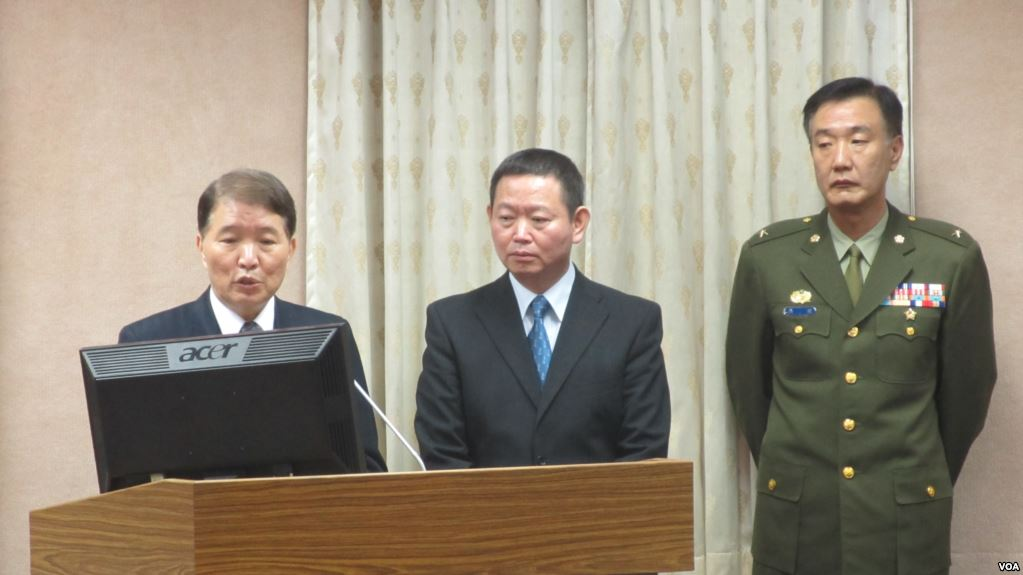
憲兵扣押戒嚴時期文獻案後的2016年3月9日，時任中華民國國防部部長高廣圻（左）、國防部政治作戰局局長聞振國中將（中）及國防部憲兵指揮部參謀長馮毅少將（右）赴中華民國立法院就此案接受質詢

中華民國憲兵扣押戒嚴時期文獻案，又稱憲兵違法搜索案、憲兵搜索案，是指發生於2016年2月19日，中華民國國防部憲兵指揮部臺北憲兵隊扣押民眾所持臺灣戒嚴時期文獻的事件，軍方稱為「民人於網路涉嫌販賣民國50、60年代的文件案」，此案中憲兵涉嫌違法調查、違法搜索、違法蒐證與押人取供，導致輿論與國會譁然，引發了臺灣白色恐怖再現的爭議。

## 事件經過
2015年9月，魏姓民人（軍方稱一般民眾為「民人」）透過Yahoo!奇摩拍賣，購得三份疑似涉及臺灣白色恐怖時期行動的戒嚴時期文獻，之後欲進行轉賣。三份文件包括「胡家佑檢舉郗安鈞案」、「黃興邦檢舉劉謀修案」、「林隆武台獨活動案」。2016年2月19日，國防部政治作戰局獲悉網路有人販賣「機密文件」，立即指揮臺北憲兵隊展開調查；憲兵在無任何檢察官指揮之下，透過魏的普洱茶網路拍賣網頁取得聯絡。憲兵佯稱要買普洱茶，並與魏約在臺北捷運蘆洲站面交。憲兵出動約十人，其中數人向魏表明了自己的身分，將魏押上廂型車，並要求魏簽具「自願受搜索同意書」，還將魏的摩托車扣押，由憲兵將之駛至魏的住宅。憲兵至魏的住宅調查與錄影蒐證，取得了文獻。之後，魏被憲兵帶往憲兵隊夜間偵訊，憲兵並以贓物罪與妨害秘密罪開立收據，將文獻扣押處理。3月1日，軍方又約魏前往超商，軍方拿出新臺幣15,000元，要求魏簽立切結書，不再追究軍方的任何責任，但魏婉拒。3月5日，魏的親人在批踢踢網站發文，表示心生畏懼，此一事件因而被揭露。

## 各方回應
- 魏姓民人一再表示很恐懼[12]，家人在批踢踢網站發表不自殺聲明，防止被自殺。[13]
- 時任中華民國行政院院長張善政表示：「這起案件較好做法應是透過檢調體系拿到搜索票，雖然國防部說當事人有同意搜索，但透過憲兵向民間索取資料的做法相當不妥，為了讓未來調查順利，國防部應該把相關主管調離現職，靜候調查。[14][15][16]」
- 國防部憲兵指揮部政戰主任表示：三份文獻都跟二二八事件、白色恐怖無關，而是民國五、六十（1960年代、1970年代）涉及共諜自首案件內容，且確定為機密等級。[17][18]關於沒有搜索票而進行調查的問題，表示當時沒有搜索同意書，因此請魏姓民眾簽署「自願受搜索同意書」。[19]關於調查住宅的問題，表示有蒐證，沒搜索。[20]關於15,000元的問題，表示為非封口費，因為魏姓民眾主動提供持有之機密文件，所以由國防部保防安全處，依據規定擬核發獎勵金給魏姓民眾，但魏姓民眾婉拒。[21]
- 臺灣士林地方法院檢察署表示事前不知情。[22]
- 臺灣臺北地方法院檢察署表示已經剪報分他字案，案由為瀆職。[23]
- 民主進步黨、時代力量與親民黨多數立法委員對此事件出批評。王定宇、劉世芳、羅致政、林昶佐、尤美女、管碧玲、徐國勇、蔡適應等立法委員同聲譴責，並引出許多法律條文，在國會質詢軍方的大量違法情事，國防部長、政戰局長、憲兵司令等人接受質詢，前後說詞極大反覆、言詞閃爍，遭到立法委員們質疑、痛批。[24][25][26][27][28][29]
- 民主進步黨立委葉宜津表示該文獻的受文者為時任參謀總長彭孟緝，質疑是白色恐怖的關鍵資料。[30]
- 民間書店「公共冊所」宣布：在2016年3月12日至3月18日舉辦「研究者嚇壞惹！連忙清出：二二八～白色恐怖書籍文獻史料展」。[31]
- 自由台灣黨與反黑箱課綱活動的學生3月10日赴台北憲兵隊抗議，除了在門口燒紙錢與憲兵制服外，也擲入自製的「搜索票」，並將一塊「普洱茶餅」放在櫃台，希望憲兵不要自命為國民黨的看門狗、爪牙，消滅白色恐怖證據。[32]

## 軍方懲處
2016年3月11日，中華民國國防部公布行政調查結果及懲處名單，共十四名軍官遭到記過、申誡等處分，其中包含國防部政戰局局長聞振國中將、憲兵指揮部指揮官許昌中將、政戰局保防安全處處長趙代川少將等三位將領，以及政戰局保防安全處副處長詹國義上校等十位校級軍官與一名上尉。然而同年5月2日，臺北地檢署以受害人自願簽下搜索同意書為由，將12名被告予以不起訴處分。